# Petit-Rosière
Petit-Rosière est un village belge de la commune de Ramillies en Brabant wallon le long de la Grande Gette.

## Histoire
Sur la carte de Ferraris des années 1770, le village est représenté sous le nom de «Petit Rosière», le long duquel passe la route de Louvain à Namur.
A la fin de l'Ancien Régime, Petit-Rosière devint une commune, mais elle fut dissoute en 1822 et fusionnée avec la commune Geest-Gérompont pour créer Geest-Gérompont-Petit-Rosière.
Dans les années 1860, la Ligne de chemin de fer Landen-Fleurus est ouverte le long de Petit-Rosière qui est doté d'une gare en 1884. Dans les années 1960, le chemin de fer est fermé au trafic de passagers.